# Marco Aceituno
Marco Tulio Aceituno Mejía (ur. 28 grudnia 2003 w Villanuevie) – honduraski piłkarz występujący na pozycji skrzydłowego, od 2021 roku zawodnik Realu España.